# Jerzy Zabiełło
Jerzy Zabiełło herbu Topór – szambelan Jego Królewskiej Mości w 1792 roku.
Członek Komisji Wojskowej Obojga Narodów w 1788 roku. Był komisarzem cywilnym z Prowincji Wielkiego Księstwa Litewskiego w tej komisji w 1792 roku.
Był kawalerem Orderu Świętego Stanisława. 